# 조국과 청춘 2집
조국과 청춘 2집은 조국과 청춘의 두 번째 앨범이다.

## 수록곡
수록곡은 다음과 같다.
- <고목>
- <맏사내 인생>
- <벗에게>
- <빨치산의 밤>
- <사랑 2>
- <아침은 빛나라>
- <아침햇살과 함께>
- <약속>
- <우리의 행군길>
- <잊지말자 우리 우정>
- <조국과 청춘 2>
- <청춘왈츠>
- <친구야 너의 눈물은>
- <통일 일세대>

## 참조
1. ↑  네이버 뮤직. “조국과 청춘 2집”. 2013년 7월 21일에 확인함.